# フォー・イヤー・ストロング
フォー・イヤー・ストロング (Four Year Strong) とは、アメリカ合衆国 マサチューセッツ州にて結成されたポップ・パンクバンドである。
ポップ・パンクを基軸に、ポスト・ハードコアやメロディック・ハードコアの要素を巧みに融合させた、独自の音楽性を持つ。全体的に、陽気なパーティーソングが多いのが特徴。3rdアルバム『Enemy of the World』は、全米アルバムチャートにて初登場47位を記録するなど、高い人気を誇っている。

## メンバ ー
現メンバー
- ダン・コナー (Dan O'Connor) - ヴォーカル,ギター
- アラン・デイ (Alan Day) - ヴォーカル,ギター
- ジョー・ウェイス (Joe Weiss) - ベース
- ジャクソン・ジェイク・マスッコ (Jackson "Jake" Massucco) - ドラム

旧メンバー
- エリック・ストーン (Eric Stone) - キーボード
- ジョシュ・ライフォード  (Josh Lyford) - キーボード,アンクリーンヴォーカル

## 略歴
2001年結成。
2005年1月、1stアルバム『It's Our Time』をリリース。
2007年9月18日、2ndアルバム『Rise or Die Trying』をリリース。 全米新人アルバムチャートにて、初登場31位を記録する。
2008年2月、メジャーレーベル「Decaydance records」へ移籍。
2010年3月9日、メジャーデビュー作となる3rdアルバム『Enemy of the World』をリリースし、全米アルバムチャートにて初登場47位を記録。
2011年4月、2006年からキーボードを担当していた、ジョシュ・ライフォードが、サイドプロジェクト「Foxfires」に専念するため、バンドから脱退した。その後、バンド側はキーボードを必要としない音楽性への移行を発表。今後、新たなキーボーディストが加わることはない。
2011年11月8日、4thアルバム『In Some Way, Shape, or Form』がリリースされ、全米アルバムチャートにて初登場88位を記録。また、彼らの公式フェイスブックで、このアルバムがフルでストリーミング再生できる。

## 音楽性の変化
『It's Our Time』では、ポップ・パンクとハードコア・パンクを基軸に、キーボードを多用した明るいサウンドで、シーンでは「ハッピー・コア」と称された。次作の『Enemy of the World』では、ハードコアからの影響を更に強めた攻撃的なギターリフのパートが増え、オールミュージックを初めとする各専門誌から、かなりの高評価を得る事となる。しかし、『In Some Way, Shape, or Form』以降は、キーボーディストのジョシュが脱退したため、オルタナティブ・ロック寄りのメインストリームサウンドへと移行した。そのため、先行シングル「Stuck in the Middle」が発表された当時は、バンドのフェイスブックページやYouTubeなどで、ファンによる大きな賛否両論が巻き起こった。

## バンド名の由来
ギタリストのアラン・デイがインタビューで「THE GET UP KIDSの歌詞の一節「five years strong」(『Michelle With One 'L'』)をもじったと答えている。

## ディスコグラフィー

### アルバム
| 発売日        | アルバムのタイトル          | 販売レーベル      | 全米ビルボードアルバムチャート最高位 |
| 2005年1月     | It's Our Time               | Open Your Eyes    |                                      |
| 2007年9月18日 | Rise or Die Trying          | I Surrender       |                                      |
| 2010年3月9日  | Enemy of the World          | Decaydance/Motown | 47位                                 |
| 2011年11月8日 | In Some Way, Shape, or Form | Decaydance/Motown | 88位                                 |

### その他
- Explains It All -  (2009年発売のカバーアルバム集。全米最高115位。)
- It's Not The Size of the 7"...It's How You Use It (2010年発売のEP。)